# Institut de cinématographie scientifique
 (février 2025).
 (février 2025).
La mise en forme du texte ne suit pas les recommandations de Wikipédia : il faut le « wikifier ».
Les points d'amélioration suivants sont les cas les plus fréquents. Le détail des points à revoir est peut-être précisé sur la page de discussion.
- Les titres sont pré-formatés par le logiciel. Ils ne sont ni en capitales, ni en gras.
- Le texte ne doit pas être écrit en capitales (les noms de famille non plus), ni en gras, ni en italique, ni en « petit »…
- Le gras n'est utilisé que pour surligner le titre de l'article dans l'introduction, une seule fois.
- L'italique est rarement utilisé : mots en langue étrangère, titres d'œuvres, noms de bateaux, etc.
- Les citations ne sont pas en italique mais en corps de texte normal. Elles sont entourées par des guillemets français : « et ».
- Les listes à puces sont à éviter, des paragraphes rédigés étant largement préférés. Les tableaux sont à réserver à la présentation de données structurées (résultats, etc.).
- Les appels de note de bas de page (petits chiffres en exposant, introduits par l'outil «  Source ») sont à placer entre la fin de phrase et le point final[comme ça].
- Les liens internes (vers d'autres articles de Wikipédia) sont à choisir avec parcimonie. Créez des liens vers des articles approfondissant le sujet. Les termes génériques sans rapport avec le sujet sont à éviter, ainsi que les répétitions de liens vers un même terme.
- Les liens externes sont à placer uniquement dans une section « Liens externes », à la fin de l'article. Ces liens sont à choisir avec parcimonie suivant les règles définies. Si un lien sert de source à l'article, son insertion dans le texte est à faire par les notes de bas de page.
- La présentation des références doit suivre les conventions bibliographiques. Il est recommandé d'utiliser les modèles {{Ouvrage}}, {{Chapitre}}, {{Article}}, {{Lien web}} et/ou {{Bibliographie}}. Le mode d'édition visuel peut mettre en forme automatiquement les références.
- Insérer une infobox (cadre d'informations à droite) n'est pas obligatoire pour parachever la mise en page.

Pour une aide détaillée, merci de consulter Aide:Wikification.
Si vous pensez que ces points ont été résolus, vous pouvez retirer ce bandeau et améliorer la mise en forme d'un autre article.
 (février 2025).
Si vous disposez d'ouvrages ou d'articles de référence ou si vous connaissez des sites web de qualité traitant du thème abordé ici, merci de compléter l'article en donnant les références utiles à sa vérifiabilité et en les liant à la section « Notes et références ».
 (février 2025).
L'Institut de cinématographie scientifique est une association sans but lucratif fondée en 1930 par Jean Painlevé avec l’appui de Jean Perrin, physicien, membre de l’Académie des sciences et créateur du Palais de la découverte, dans le but de promouvoir le cinéma scientifique. Elle est reconnue d’utilité publique par le décret du 12 décembre 1968.
L’Institut de cinématographie scientifique a été créé dans un contexte de développement de la science en France et a participé à l’institutionnalisation du cinéma scientifique.

## Recherche pour le cinéma, recherche par le cinéma
Le but de l’association est de « faire connaître aux scientifiques l’intérêt du cinéma, de confronter les besoins du réalisateur scientifique et les possibilités du cinéaste technicien, afin d’améliorer la qualité des images, de son et de présentation des films scientifiques qu’ils soient de recherche ou de vulgarisation et de créer un mouvement en faveur du documentaire scientifique de qualité ».
Selon Jean Painlevé, depuis l’invention du microscope, aucune autre invention n’a permis de progresser autant dans la recherche scientifique en offrant un tel outil de mesure et de captation que le cinéma, la science doit s'en emparer. En effet, "la caméra permet de découvrir un monde de microbes, de végétaux, d'animaux marins, de cristaux en formation… un monde aux mouvements insoupçonnés". Le cinéma permet de capter l'infiniment petit mais aussi de maîtriser le temps, de faire des ralentis (l'analyse du galop d’un cheval, une explosion), des accélérations (le développement d’une fleur), de capter des images aquatiques (la naissance d’un hippocampe)...
À l'époque, très peu de chercheurs scientifiques utilisent le cinéma. L’idée avec l'ICS est de créer un réseau d’échanges fructueux afin de faire émerger les bonnes pratiques et de nouvelles techniques. Au départ, Jean Painlevé cherche donc à “rassembler les scientifiques qui “bricolaient” isolément dans leur laboratoire pour essayer de filmer qui l’orientation de l'œuf d'oursin, qui des décharges électriques”.
L’ICS devient un moyen de légitimation du cinéma auprès des scientifiques et notamment de l'Académie des sciences où Jean Painlevé trouve des appuis. L'Institut se veut aussi un outil d'appropriation du cinéma par la science en aidant les scientifiques à utiliser ce nouvel outil dans leur recherche en apportant expertises techniques et savoir-faire cinématographiques. Enfin l'Institut sera un outil de diffusion de ce cinéma.

### La lente adoption du cinéma par la science
Le cinéma a été lent à s’imposer dans les milieux scientifiques. Les raisons sont nombreuses : une « réputation foraine » du cinéma, un prix de revient élevé, une absence de compétences dans les milieux scientifiques, une absence de matériels de prise de vue mais aussi de projection auprès des pairs.
Bien sûr, la technique est à l’époque coûteuse et difficile à manipuler et maîtriser. Pour donner un exemple, les scientifiques se heurtent tout simplement à la difficulté technique d’associer une caméra à un microscope.
Mais avant tout, pour beaucoup, le cinéma est considéré comme un « procédé fantaisiste ». Jean Painlevé lui-même fit les frais de cet état d'esprit. Il raconte que lorsqu'il projeta en 1925 à l'Académie des Sciences son premier film, Développement de l'œuf d'épinoche de la fécondation à l'éclosion, un membre de ladite Académie se leva en disant : « Le cinéma, ce n'est pas sérieux ! ». En 1925, Michel Coissac rappelait « [...] la vague d'ironie qui, en 1898, déferla sur Paris, quand on apprit qu'un jeune médecin, [...], le Docteur Doyen, s'était fait cinématographier pendant une de ses opérations. On cria au scandale [...] ». Mais le cinéma scientifique a des pionniers qui vont faire bouger les lignes : Lucien Bull ou Jean Comandon notamment.

## Histoire

### L'ICS 1930-1945
C'est dans l'intention de lier les efforts individuels de ces pionniers que Jean Painlevé fonda l'Institut avec comme devise : « Recherche pour le cinéma, recherche par le cinéma ». De 1930 à 1940, Jean Painlevé, directeur de l'Institut, donna des centaines de conférences accompagnées de projections pour démontrer l'utilité du film pour la recherche scientifique et pour la diffusion des résultats de cette recherche.
Jean Painlevé se rapproche du milieu du cinéma pour trouver des appuis et participe ainsi au développement du cinéma en général. Georges Sadoul dans Le cinéma français 1890-1962 (Paris, Flammarion, 1962), parle de Jean Painlevé au chapitre des avant-gardistes : « [...] L'avant-garde française se muait donc en Ecole documentaire... Auprès de Vigo et de Bunuel, des jeunes : Carné, Rouquier, Grémillion, Lacombe, se révélaient d'autres talents, [...] Et dans le domaine scientifique, Jean Painlevé savait transformer en œuvre d'art ses études du monde aquatique. [...] Ces premiers films sont encore sous l'influence de l'avant-garde abstraite. Ils traduisent l'émerveillement devant la splendeur des découvertes dans une mare ou une goutte d'eau ». Jean Painlevé est si proche du cinéma qu'il sera le premier Directeur général du Cinéma français au sein du gouvernement provisoire en 1944 et président de la Fédération française des Ciné-Clubs (FFCC) en 1946.
De 1930 à 1940, Jean Painlevé et le Docteur Charles Claoué animent l’ICS. Pendant la seconde guerre mondiale, entre 1940 et 1945, « l’ICS a suspendu toute activité », comme cela est écrit de façon sibylline dans le 1er numéro du Bulletin de l’ICS (1961).

### L’ICS après la guerre
À partir de 1945, l’activité de l’ICS reprend grâce à une subvention annuelle du CNC. L’ICS travaille à son internationalisation, diversifie ses activités, mais est surtout connu pour ses séances de projection.

#### À l’origine de l’AICS/ISFA
En 1947, l’ICS est à l’initiative de la création de l’AICS/ISFA sous le patronage de l'UNESCO : l'Association internationale pour le cinéma scientifique en français et l'International Scientific Film Association en anglais (le russe était la 3è langue officielle de l'AICS/IFSA). L’ICS bénéficie alors d’une subvention annuelle du ministère des Affaires étrangères permettant d’une délégation française de participer aux manifestations de l’AICS/ISFA. L’ICS participe activement aux activités de l’AICS/ISFA puis de son successeur l’IAMS, de 1947 à nos jours.

## Activités
L’ICS a une activité de production de films scientifiques, essentiellement centrée sur les films de Jean Painlevé. L’ICS bénéficie d’aides matérielles pour la réalisation de films du centre de films du Conservatoire national des Arts et Métiers ainsi que des laboratoires de zoologie de Roscoff et Banyuls, de la Faculté des sciences et du CNRS. Le matériel de cinéma provient d’achats faits par l’ICS, des apports personnels de Jean Painlevé et de matériels confiés par le CNRS. En fait, Jean Painlevé en produisant ses films permet à l’ICS d'avoir une activité de production. Seul le film Cristaux liquides discotiques de MM. Réchou et Bouligand sera une production ICS non signée par Jean Painlevé.  
Les films réalisés constituent un fonds que l’association gère, loue et diffuse lors des séances de projection ou au Congrès annuel de l’AICS/IFSA. Par ailleurs, l’ICS adopte une mission de documentation en élargissant sa collection de films scientifiques : il constitue une cinémathèque et tient via des fiches un inventaire de films scientifiques pour les mettre à disposition d’utilisateurs. Il est donc capable de fournir « des informations sur les films réalisés sur un sujet particulier » et de conseiller « les utilisateurs sur les films les mieux adaptés à leurs besoins » selon le Bulletin de l'ICS de 1961. Néanmoins si « une secrétaire active [Suzanne Laclavère-Duval] peut généralement, de mémoire, y fournir d'innombrables et précieux renseignements », l'Institut, par manque de moyen, ne met à disposition des chercheurs et autres, « aucun catalogue, aucun fichier méthodique recensant les multiples films qui lui furent signalés ou prêtés à l'occasion des séances de projection qu'il organise régulièrement ». Pour remédier à ce manque, le Bulletin de l'ICS, publié à partir de 1961, propose des listes de films scientifiques de références.
Par ailleurs, l’ICS participe à la diffusion de la technique au service du cinéma scientifique. Dès 1934, un congrès annuel est organisé au Musée pédagogique, plus tard au Palais de la découverte : les solutions techniques sont exposées, des films sont présentés et commentés afin de faire connaître les utilisations nouvelles du cinéma pour la recherche et la vulgarisation scientifique. Après-guerre, Jean Painlevé obtient la mise à disposition de la salle de projection de l’École nationale supérieure Louis-Lumière - ex École technique de photographie et de cinéma (ETPC), alias Ecole Vaugirard - par son directeur M. Philibert (1964-1965). Jean Painlevé y convie les fabricants de matériels cinématographiques qui viennent montrer leurs appareils, expliquer leur fonctionnement et préciser à quels travaux ils étaient les plus adaptés. Le bulletin n°7 de l’ICS (1970) est entièrement consacré au compte-rendu des premières séances des 27 avril, 8 mai et 12 juin 1969, consacré à « Le cinéma à grande vitesse » (mis au point par Lucien Bull, ancien président de l'ICS). Le bulletin inclut, outre le détail des appareils des fabricants, des tableaux comparatifs de tous les appareils. On retrouve ce genre de documents dans Science Film, publication de l’Association internationale AICS/IFSA à partir de 1972.
À partir des années 1960, l’ICS développe une nouvelle activité. Le docteur Pierre Thévenard, membre actif de l’ICS et médecin, employé par l'Institut Pasteur au sein duquel il est chargé à partir de 1948 des travaux du laboratoire du film scientifique, du fait de ses relations au ministère des Affaires étrangères, apporte à l’association une convention avec ce Ministère qui durera jusqu’à la fin des années 1980 pour la diffusion des films documentaires auprès des ambassades de France à l’étranger, à l’exception étonnamment des films scientifiques, dont l’envoi est géré par un service du Ministère de l’Éducation nationale, le Service du film de recherche scientifique (SFRS) à l'époque. C’est une manne financière qui permettra à l’ICS de recruter une responsable Véronique Godard, photographe, soeur de Jean-Luc Godard et par ailleurs chargée de la diffusion de la culture française auprès de l'Ambassade de France à New York, ainsi que des assistants (tels Alain Ade entre 1980 et 1984). Les assistants sont ainsi chargés de commander parfois des centaines de copies dans différents laboratoires à Paris, dont « le bobinage sur carter se fait à l'Institut », et les faire partir via les valises diplomatiques dans le monde entier.
Par ailleurs, l’ICS publie un bulletin d’information. Tout d’abord sont publiés 7 numéros d’un bulletin (1961, 1962, 1963, 1968, 1970), en 1961, afin de « porter à la connaissance de tous ceux qui s’intéressent au cinéma scientifique les informations scientifiques et théoriques susceptibles de leur être utile ». Ce bulletin garde donc la trace écrite des réflexions de Jean Painlevé en matière de cinéma scientifique, notamment sur sa définition du cinéma scientifique. Le bulletin garde aussi la trace de l’apport d’hommes pionniers du cinéma scientifique tels que le Dr Comandon (qui rédige un article dans le n°4 sur la méthode pour filmer des hématies et des cellules microscopiques) ou sur des aspects techniques. La fabrication est artisanale : la secrétaire générale Suzanne Laclavère-Duval dactylographie les articles, soit sous la dictée de Jean Painlevé pour ses articles, soit recopiant ceux des autres membres de l’association ; puis elle les relie exemplaire par exemplaire ; enfin les bulletins sont envoyés aux membres de l’association.
Un nouveau bulletin est publié dans les années 1980 : les archives de l’ICS ne conservent la trace que de trois numéros, sans signature de Jean Painlevé. Enfin, un bulletin est publié à partir de 1998, de façon irrégulière, mis en ligne par Alain Montesse (université de Valenciennes), membre du Conseil de l'Institut.
Puis l’ICS se dote d'un site internet, qui sera hébergé plus tard sur le site du CNRS Bellevue, qui met aussi à disposition des locaux pour les réunions du bureau de l'ICS. Les archives de l'ICS se trouvent en grande partie à la BNF et pour les plus récentes au CNRS Bellevue.

### Séances de projection de l'ICS
L’ICS par ailleurs anime une séance de projection, d’abord annuelle sur une semaine, puis mensuelle, de films scientifiques afin de “faire connaître les meilleurs des films scientifiques réalisés en France ou à l’étranger”.
Tout d’abord les projections se font au Palais de la Découverte grâce au parrainage de Jean Perrin. Les séances deviennent alors très prisées.
Puis elles ont lieu dans les locaux de l’Institut, au 38 avenue des Ternes, ancien hôtel particulier qui appartenait personnellement à Jean Painlevé et qui disposait d’une petite salle de projection en sous-sol.
Enfin elles ont lieu de nouveau au Palais de la découverte à partir de février 1990.
Aujourd’hui les séances ont lieu à l’Espace des Sciences Pierre-Gilles de Gennes de l’ESPCI Paris-PSL.

## Structure de l'ICS

### Une secrétaire générale «active»[12]
Avant-guerre, l'ICS est surtout animé par Jean Painlevé et quelques assistants. L'ICS connaiît un âge d'or après-guerre, notamment grâce à un travail de structuration et de développement mené par Suzanne Laclavère-Duval (doctorat de droit américain, bilingue anglais-français). De 1953 à 1992, pendant 40 ans, elle occupe le poste de Secrétaire générale, remplaçant en 1953 Georges Franju.

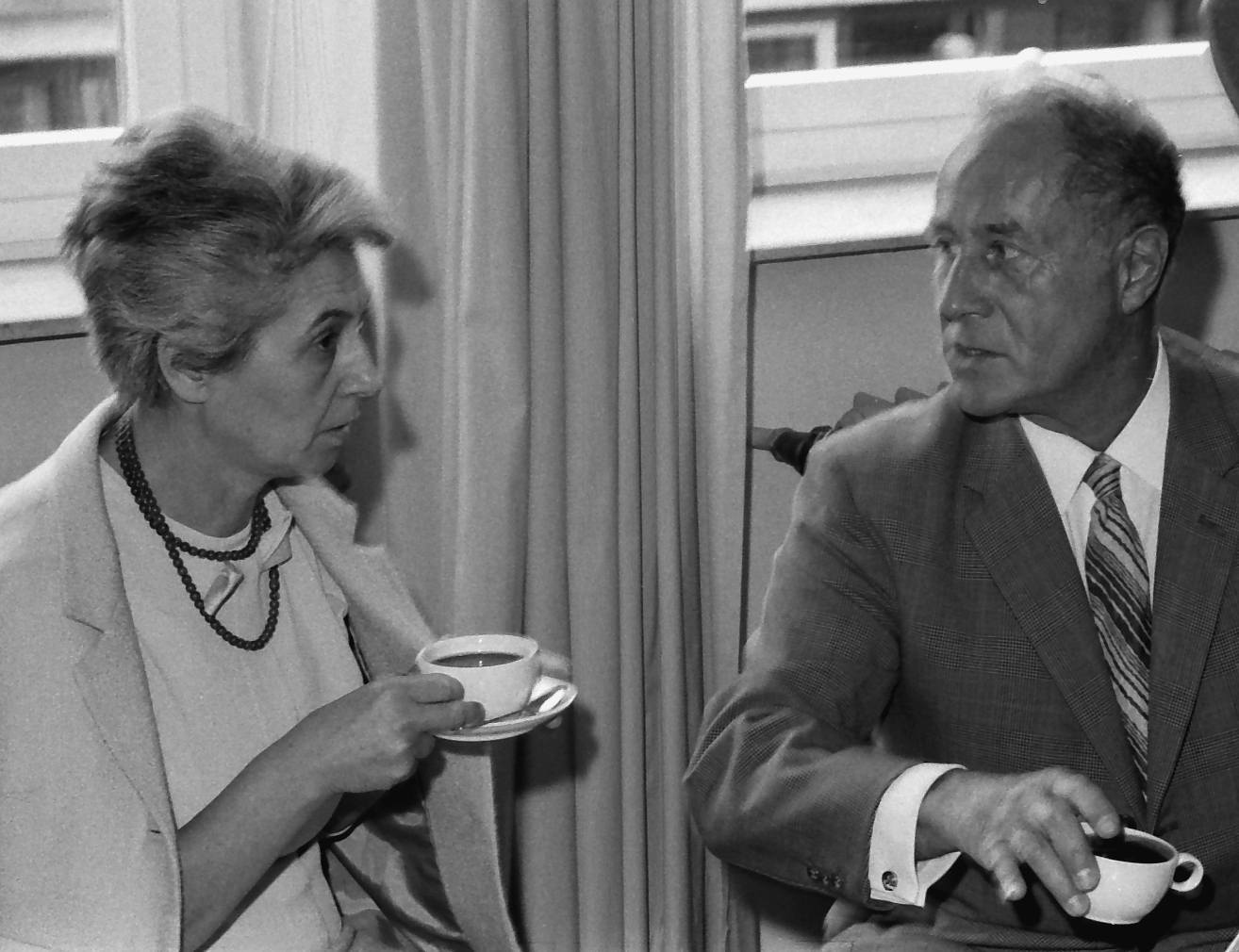
Suzanne Laclavère-Duval et Jean Painlevé au Congrès de l'AICS/IFSA 1967

Suzanne Laclavère-Duval aide Jean Painlevé à structurer son organisation, notamment en créant une adhésion payante à l’ICS pour ses membres. Sur son initiative aussi, les séances de projection, auparavant concentrées sur une semaine chaque année au Palais de la Découverte et destinées à un public restreint, deviennent un rendez-vous mensuel où Tout-Paris se pressait, afin de rendre active l’association tout le long de l’année.
Par ailleurs, Suzanne Laclavère-Duval doit aussi tenir la comptabilité, programmer les séances de projection mensuelles, inviter les membres de l'ICS, organiser les assemblées générales, rédiger les fiches de chaque film scientifique diffusé lors des séances de l’ICS (et les Congrès internationaux de l'AICS/IFSA qu'elle organise), rédiger les bulletins à la machine à écrire, assurer les déménagements de l’ICS notamment en 1990 après la mort de Jean Painlevé du 38, avenue des Ternes au 143, boulevard Lefèvre.
Suzanne Laclavère-Duval devient directrice de l’ICS, après la mort de Jean Painlevé en 1989, assurant la transition entre celui-ci et le mandat d’Alexis Martinet.

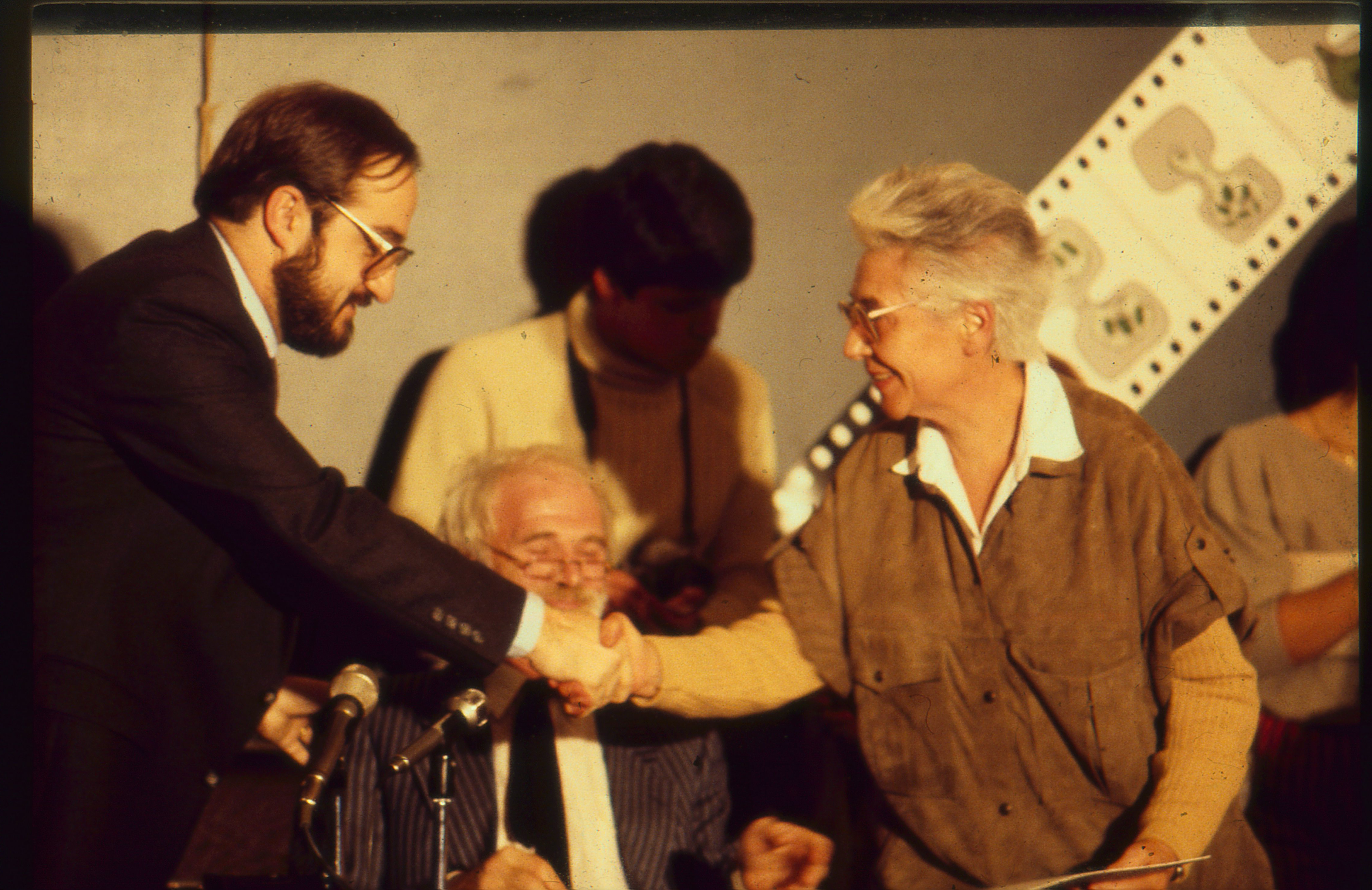
Suzanne Laclavère-Duval remet les prix à la clôture du Festival du film scientifique, au Congrès de l'AICS/IFSA de Mexico 1984

Suzanne Laclavère-Duval est aussi durant des années, à mi-temps, la Secrétaire générale de l’AICS/IFSA. Pour certains témoins, elle était “l’âme du cinéma scientifique” (Richard Millet), “elle incarnait le cinéma scientifique” (Alexis Martinet) dans le monde. Elle a ainsi contribué à conserver les débats du Congrès annuel, en rédigeant entièrement le rapport annuel de l’AICS/IFSA, qu’elle traduisait en anglais. C’est enfin elle qui se rendait sur place pour organiser les Congrès dont elle choisissait les thèmes.

### Les présidents de l'ICS
1930 : Georges URBAIN, chimiste, membre de l’Académie des sciences
Jacques Arsène D’ARSONVAL, physicien, membre de l’Académie des sciences
1945 : Georges BOHN, biologiste-zoologiste, Professeur à la Faculté des sciences de Paris
1948 : Lucien Bull, directeur honoraire de l’Institut Marey
1969 : Dr Valancien
1976 : Paul de Roubaix
1992 : André Guinier

### Les directeurs de l'ICS
1930-1989 : Jean Painlevé
1989 : Suzanne Duval
1992 : Alexis Martinet
Dans l’organigramme, au rang de vice-président ou de secrétaire-général, apparaissent aussi les membres suivants : Georges Franju, Dr Robineau, Haroun Tazieff, Vivié, Jacques Schiltz, Jacques Jouhaneau, Daniel Absil, Richard Millet.